# Schloss Falkenlust

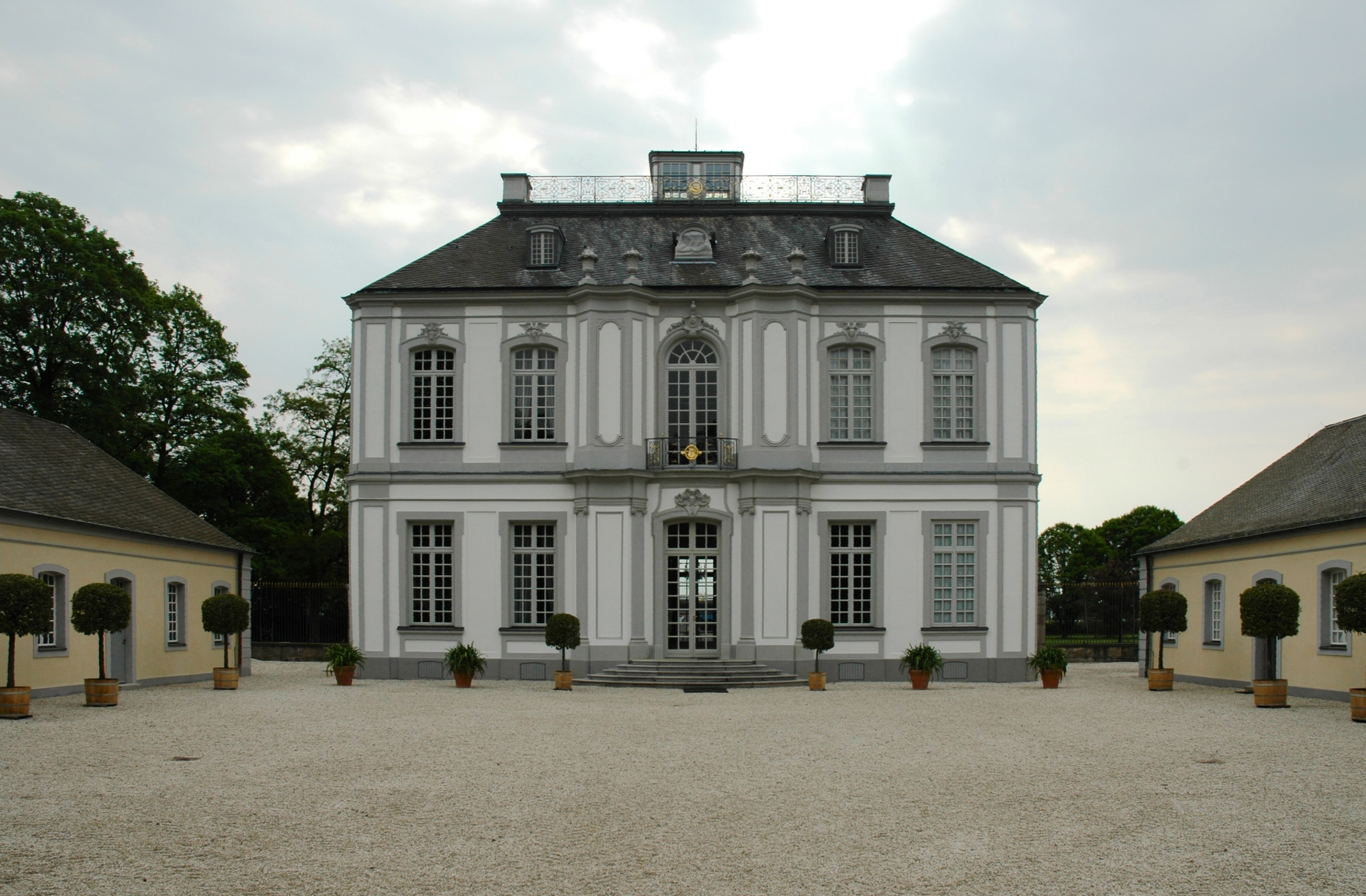
Fachada principal do Schloss Falkenlust.

O Schloss Falkenlust é um palácio da Alemanha, situado na cidade de Brühl, distrito de Rhein-Erft-Kreis, estado da Renânia do Norte-Vestfália. Foi construído como pavilhão de caça, na primeira metade do século XVIII, pelo Arcebispo de Colónia, Clemente Augusto da Baviera (1700-1761).
Está classificado como Património Cultural da Humanidade pela Unesco desde 1984, em conjunto com o Schloss Augustusburg e o parque que rodeia ambos.

## História
Uma alameda directa liga o Schloss Augustusburg (Palácio Augustusburg) ao Schloss Falkenlust. A primeira pedra deste palácio, que serviu como pavilhão de caça, foi colocada pelo Arcebispo de Colónia, Clemente Augusto da Baviera, no dia 16 de Julho de 1729. 

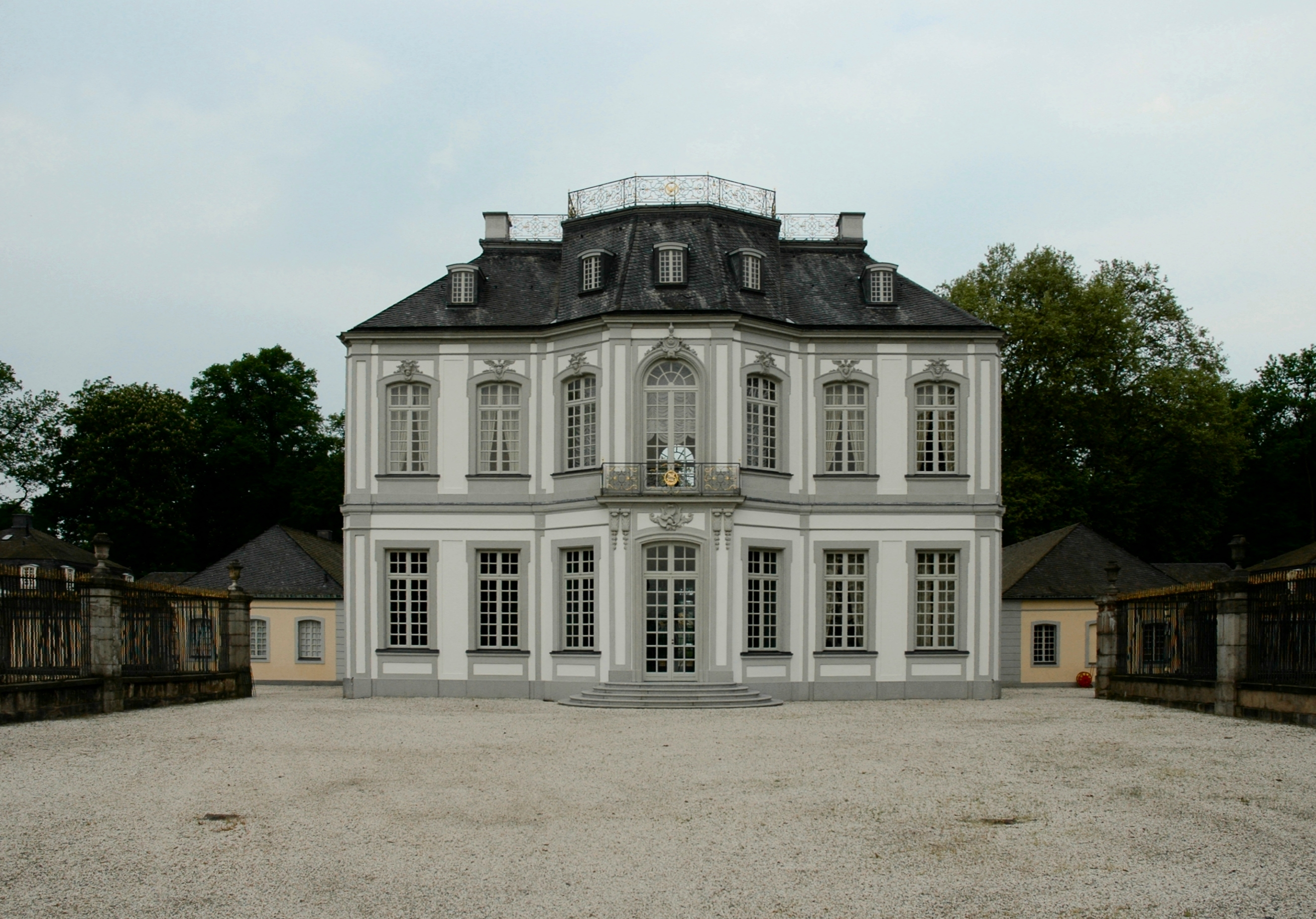
O Schloss Falkenlust visto do lado dos campos.

Os planos foram desenhados pelo mestre-construtor de Munique, François de Cuvilliés, encarregado igualmente de reestruturar completamente o vizinho Schloss Augustusburg. Em 1733, o edifício, assim como os trabalhos em estuque, estava concluído, excepto os trabalhos nos equipamentos interiores que só ficariam completos na década de 1740.

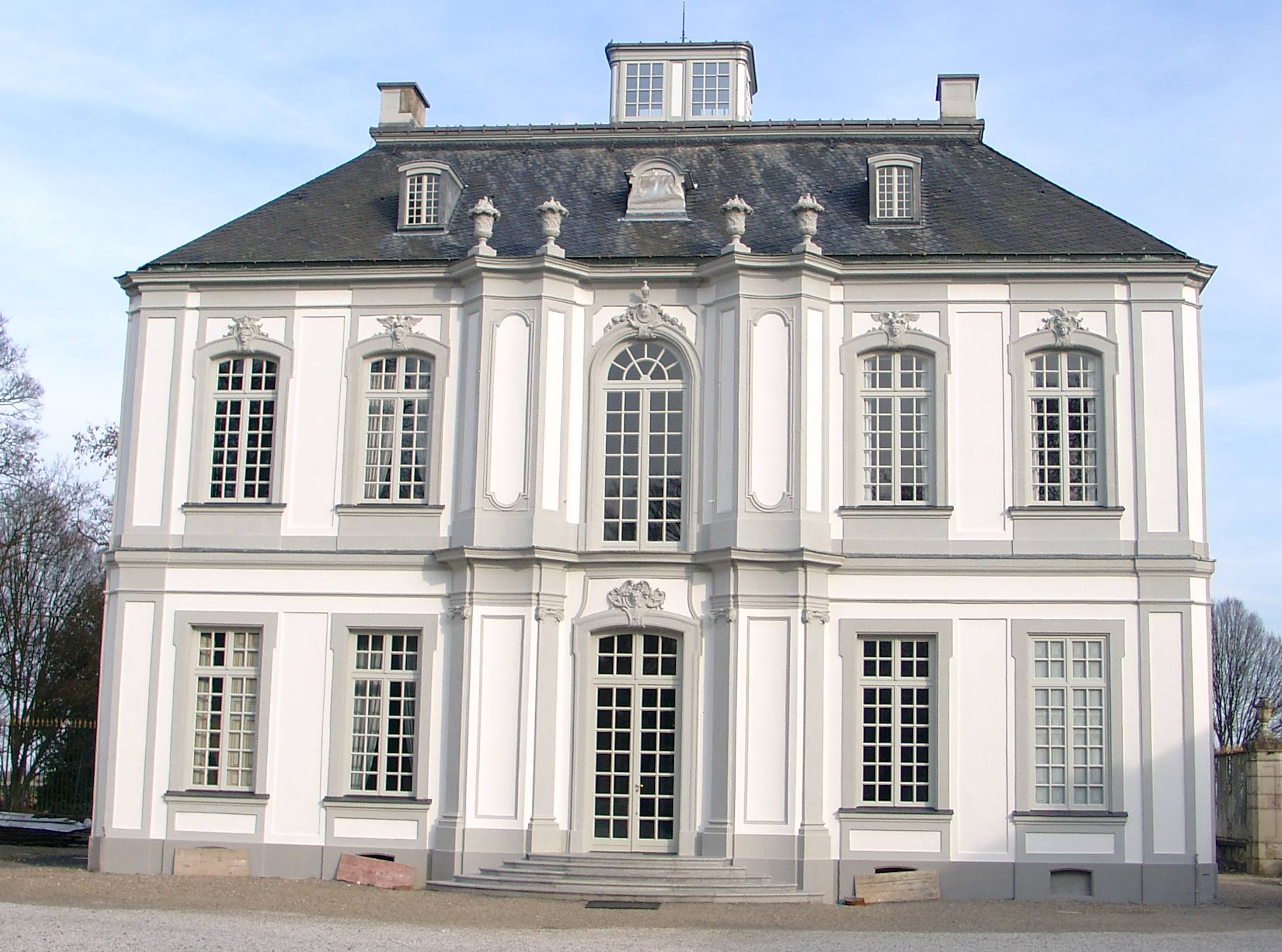
Fachada principal do Schloss Falkenlust.

Em 1794, a residência foi tomada pelas tropas revolucionárias francesas, mas foi adquirida em 1807 pelo diplomata alemão ao serviço da França, Karl Friedrich Reinhard. 
Entre 1832 e 1960 o palácio pertenceu a uma família de Brühl, os Giesler, e depois disso tornou-se propriedade do governo da Renânia do Norte-Vestfália. A capela existente no parque foi construída em 1730. É uma construção octogonal, com uma pequena sacristia e um telhado com mansarda e está situada numa espécie de gruta. 
O Schloss Falkenlust, em conjunto com o Schloss Augustusburg e o parque que cerca ambos, foi classificado como Património Cultural da Humanidade pela UNESCO em 1984.